# Itamarati de Minas
Itamarati de Minas là một đô thị thuộc bang Minas Gerais, Brasil. Đô thị này có diện tích 118,347 km², dân số năm 2007 là 4035 người, mật độ 34,2 người/km².